# Останінка
Останінка (рос. Останинка) — село у Сєверному районі Новосибірської області Російської Федерації.
Входить до складу муніципального утворення Останінська сільрада. Населення становить 232 особи (2010).

## Історія
Згідно із законом від 2 червня 2004 року органом місцевого самоврядування є Останінська сільрада.

## Населення
| 1926 | 2002 | 2007 | 2010 |
| ---- | ---- | ---- | ---- |
| 415  | ↘274 | ↘252 | ↘232 |